# بازنده آمریکایی
بازنده آمریکایی (به انگلیسی: American Underdog) یک فیلم زندگی‌نامه‌ای و ورزشی آمریکایی محصول سال ۲۰۲۱ به کارگردانی اندرو و جون اروین است. داستان فیلم دربارهٔ کورت وارنر، فوتبالیست آمریکایی می‌باشد. بازیگران اصلی فیلم زکری لی‌وای، آنا پاکوین، دنیس کواید و ویرجینیا مادسن می‌باشند. این فیلم در تاریخ ۲۵ دسامبر ۲۰۲۱ توسط کمپانی لاینزگیت منتشر شد.

## داستان
این فیلم داستان ستاره فوتبال آمریکایی، کورت وارنر، را روایت می‌کند. او کار خود را از شغلی پیش پا افتاده در یک سوپر مارکت آغاز کرد و به …

## تولید
فیلمبرداری در ۲۵ ژانویه ۲۰۲۱ آغاز شد و در ۶ مارس به پایان می‌رسد. این فیلم در آتلانتا و اکلاهما سیتی تصویربرداری شد.

## انتشار فیلم
این فیلم در ۲۵ دسامبر ۲۰۲۱ اکران شد. پیش از این قرار بود در ۱۸ دسامبر سال ۲۰۲۰ اکران شود، اما به دلیل دنیاگیری کووید ۱۹ به تعویق افتاد.